# Сквер Богдана Хмельницького (Чернігів)
Сквер імені Богдана Хмельницького — сквер, розташований в історичному центрі Чернігова, в охоронній зоні Національного заповідника «Чернігів стародавній». Розташований, на ділянці давньоруського Передгороддя, в сквері знаходиться пам’ятка національного значення — П’ятницька церква кінця ХІІ — початку ХІІІ століття, пам'ятник Богдану Хмельницькому. В ім'я якого сквер і був названий. Сквер має форму неправильного прямокутника. З північного сходу межує з вулицею Мстиславською, з північного заходу: вулицею Гетьмана Полуботка, з Південного-сходу з вулицею Шевченка. Покриття алей скверу — асфальт. Дерева листяні: липа, дуб, каштан та хвойні в основному ялина. У 2011 міськрада Чернігова виділила кошти на реконструкцію скверу, яку планується закінчити до початку Євро-2012.